# RX-78-2 Gundam
L' RX-78-2 Gundam (RX-78-2 ガンダム?, Āru Ekkusu Nanajū Hachi no Ni Gandamu)  è un robot pilotabile fittizio (mecha), introdotto nel 1979 nella serie anime Mobile Suit Gundam, creata da Yoshiyuki Tomino e prodotta dalla Sunrise. Si tratta di un potentissimo prototipo Top secret di Mobile Suit, progettato dall'ingegnere Tem Ray come arma segreta per la Federazione Terrestre; cadrà poi inavvertitamente nelle mani del figlio di Tem, Amuro Ray, che lo piloterà nella guerra contro il Principato di Zeon.
Con il successo della serie che diede inizio al franchise di Gundam, il design del robot ha dato vita a numerose varianti nel corso delle opere successive. Il design che appare in Mobile Suit Gundam è ad oggi il simbolo del franchise, che ha dato il via alla creazione di molteplici sequel e spin-off. La maggior parte dei Gundam futuri pilotati dai protagonisti utilizzano la stessa combinazione di colori e una forma simile all'RX-78-2.

## Creazione e sviluppo
Il concept iniziale dell'RX-78-2 era quello di un esoscheletro potenziato, l'idea originaria della serie "Freedom Fighter Gunboy", proposta da Yoshiyuki Tomino. Successivamente la serie cambiò nome in Mobile Suit Gundam e a Kunio Okawara fu affidato il concept di Tomino affinché lo trasformasse nel design definitivo, che farà la sua comparsa nell'anime del '79. Okawara realizzò diversi prototipi prima di optare per l'attuale design, ispirato ad un'armatura da Samurai.
I nemici della serie si riferiscono spesso all'RX-78-2 come al Demone Bianco a causa delle sue formidabili prestazioni in combattimento, sebbene il Mobile Suit presenti anche i colori blu, rosso e giallo. Questo perché nell'idea originale di Tomino (descritta nel romanzo di Mobile Suit Gundam), il robot doveva essere in scala di grigi, quindi composto principalmente da pezzi bianchi e grigi. Tuttavia, Sunrise disapprovava l'idea e insistette affinché l'unità fosse dipinta con colori più sgargianti come altri anime appartenenti al filone "super robot" di quel periodo.

## Storia

### La guerra di un anno
L'RX-78-2 fu il secondo dei tre prototipi di Gundam costruiti su Side 7 nell'anno 0079 U.C., come parte del "Progetto V" della Federazione Terrestre. Costruito per affiancare l'unità a lungo raggio, l'RX-75 Guntank, e l'unità di supporto a medio raggio, l'RX-77 Guncannon, il Gundam fu progettato per essere una macchina ad alta mobilità, a corto raggio e dotata di un armamento avanzato, superiore a quello utilizzato dal Principato di Zeon.
Un raid delle forze di Zeon su Side 7 nel settembre del 0079 causò gravi danni alle altre due unità RX-78. Tuttavia, grazie all'inaspettata interferenza di Amuro Ray, figlio del capo del Progetto V, Tem Ray, gli intrusi di Zeon furono respinti. Sebbene questi avessero causato danni significativi alla colonia, il Gundam, il Guntank e il Guncannon furono risparmiati. Le tre macchine agirono come forza di difesa per la portaerei Mobile Suit di classe Pegasus "Base Bianca" e la protessero nel suo viaggio verso la Terra e nei suoi viaggi attraverso il Nord America e l'Asia, agendo come supporto nell'Operazione Odessa del generale Revil. Il Gundam partecipò in seguito alla difesa del quartier generale della Federazione a Jaburo e all'assalto alle basi asteroidali di Zeon, Solomon e A Baoa Qu. La sua reputazione era temuta, tanto che sia l'unità sia il suo pilota si guadagnarono il soprannome di  Demone Bianco dalle forze di Zeon.
Durante la battaglia di Solomon, il Gundam sconfisse il temibile Mobile Armor MA-08 Big Zam di Dozle Zabi. Nella battaglia di A Baoa Qu, il Gundam combatté contro il prototipo incompiuto MSN-02 Zeong (pilotato da Char Aznable). Entrambi i Mobile Suit subirono gravi danni, con il Gundam che perse la testa e il braccio sinistro. Le due macchine si incontrarono infine nei corridoi della roccaforte di Zeon, quando i loro piloti li fecero sparare entrambi un ultimo colpo dopo aver impostato il pilota automatico, distruggendo ciò che restava dello Zeong e rendendolo inutilizzabile il Gundam. Amuro tornò in seguito ai rottami del Gundam e usò l'FF-X7 Core Fighter per fuggire dalla fortezza, lasciando indietro ciò che rimaneva della macchina.

### Mobile Suit Gundam Unicorn
L'RX-78-2 fa un'apparizione in un episodio della serie Mobile Suit Gundam Unicorn. Durante la Terza Guerra di Neo Zeon, Banagher Links e Full Frontal sono in grado di vedere attraverso lo spazio e il tempo usando lo psycho shard del NZ-999 Neo Zeong. Uno degli eventi a cui assistono è lo scontro tra il Gundam e il Big Zam a Solomon.

## Altri media e merchandising

### Apparizioni in altri media
- L'RX-78-2 è una delle unità base che appaiono nella serie Super Robot Wars , rappresentando il franchise di Gundam, insieme agli altri pilastri del genere mecha Mazinger e Getter Robot.[5]
- L'RX-78-2 fa diversi cameo nell'anime Keroro.
- L'RX-78-2 è apparso nel film Ready Player One (2018),[6] dove uno dei protagonisti lo controlla per combattere Mechagodzilla.
- Il 23 ottobre 2000, il Giappone ha incluso Amuro Ray e l'RX-78-2 in una serie di francobolli.[7] Questo e altri Mobile Suit degni di nota da varie serie di Gundam sono stati inoltre immortalati nella seconda serie di francobolli "Anime Heroes and Heroines", pubblicata nel 2005. Altri franchise inclusi erano Pokémon, Galaxy Express 999 e Detective Conan.[8]

### Uso promozionale
L'RX-78-2 e 2 aerei Medea (velivoli presenti nel franchise di Gundam) sono apparsi in un manifesto del corpo dei vigili del fuoco giapponese, nel quale il robot è dotato di equipaggiamento antincendio.
Dal 16 luglio 2010 al 30 giugno 2011, la ANA ha lanciato una serie di voli dedicati al 30° anniversario dei Gunpla. Chiamata "ANA x GUNDAM Sky Project", la promozione prevedeva voli nazionali e internazionali su Boeing 777, appositamente decorati a tema Gundam. Il primo volo è partito da Tokyo con arrivo a Osaka. Esistono inoltre kit di modellini promozionali dell'evento che includono versioni in scala 1/144 e 1/48 dell'RX-78-2, dello 00 Raiser e dello Unicorn Gundam, stampati coi colori dell'ANA.
Il cibo promozionale basato sull'RX-78-2 include Pocky, Pepsi, McDonalds e Noodle istantanei. Le promozioni alimentari solitamente sono legate alla vendita di prodotti, tra cui esclusivi kit di modellini o miniature.

### Statue

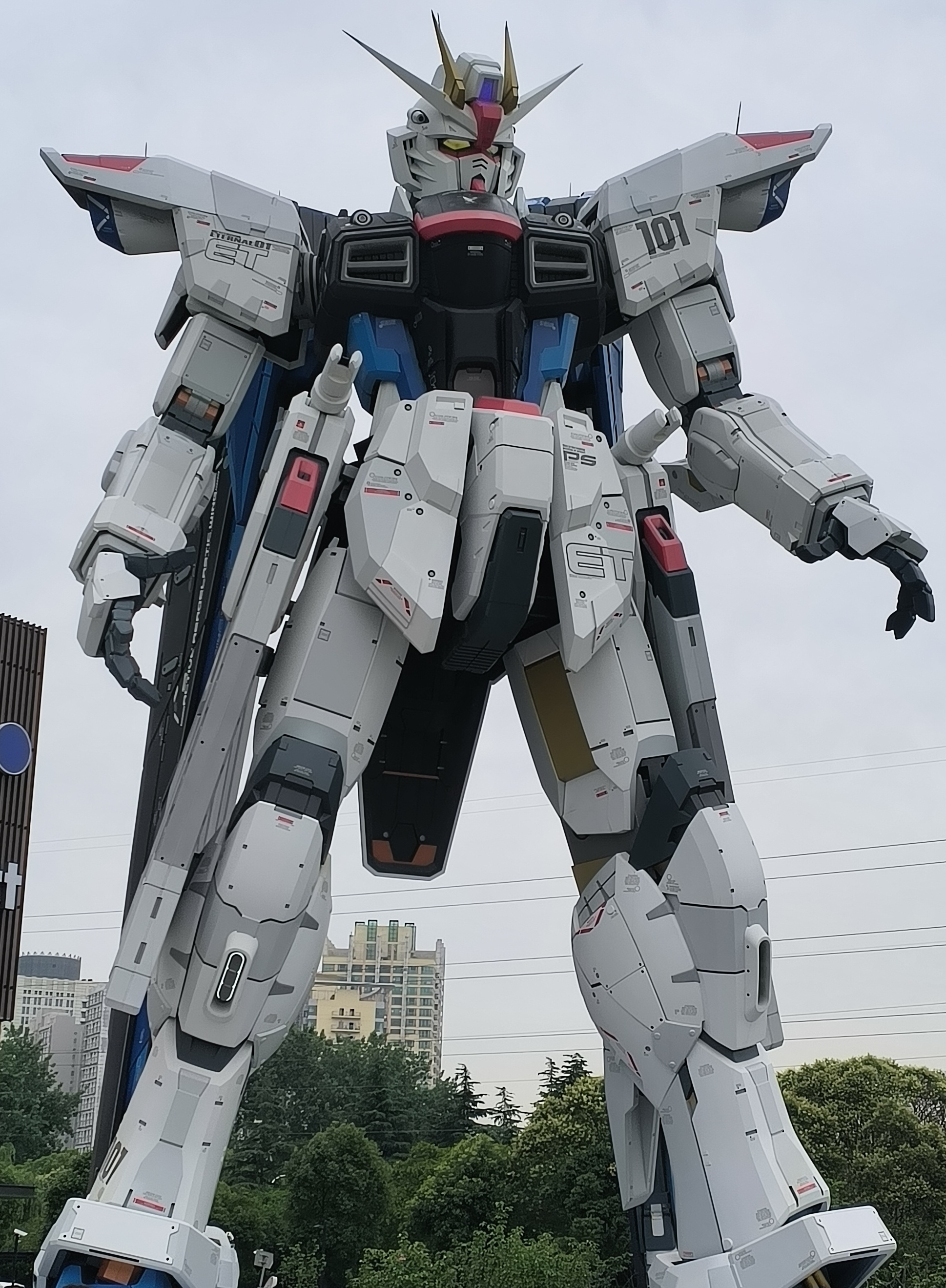
Una statua a grandezza naturale del Freedom Gundam, dalla serie Gundam SEED, a Shanghai

Il 23 marzo 2008, una statua in bronzo dell'RX-78-2 è stata eretta all'ingresso sud della stazione di Kami-Igusa a Suginami, Tokyo, per onorare lo studio d'animazione Sunrise, che ha sede proprio a Suginami.
Per il 30° anniversario della serie Gundam, l'11 marzo 2009 la Sunrise annunciò ufficialmente un progetto denominato Real-G, che prevedeva di costruire in Giappone un Gundam in scala 1:1 . Fu completato il 9 giugno 2009 ed esposto in un parco di Tokyo. La statua, alta 18 metri, fu poi spostata e ricostruita nella città di Shizuoka, dove rimase da luglio 2010 a marzo 2011.  Ad agosto 2011 fu smontato e ricostruito a Odaiba, Tokyo, il 19 aprile 2012, e li rimase fino al 5 marzo 2017, insieme ad un negozio di souvenir chiamato "Gundam Front Tokyo". Il 5 marzo 2017 è stato annunciato che l'RX 78-2 a grandezza naturale sarà sostituito da una statua dell'RX-0 Unicorn Gundam, dalla serie Mobile Suit Gundam Unicorn.
Una seconda statua basata sul Gundam originale è stata annunciata alla fine del 2018 come parte della "Gundam Global Challenge" realizzata per ricevere concept per una versione animatronica. La statua, nota come RX-78F00 Yokohama Gundam, ha terminato la costruzione nel 2020 ed è stata aperta al pubblico il 19 dicembre dello stesso anno come parte dell'attrazione Gundam Factory Yokohama. La statua è stata smantellata nel 2024. Una versione ricostruita chiamata F00/E sarà esposta nel padiglione Gundam Next Future all'Expo 2025 di Osaka. Questa statua sarà in una posa fissa, inginocchiata e protesa verso il cielo.
Altre statue includono il Freedom Gundam di Mobile Suit Gundam SEED a Shanghai, Cina, dal 2021 e una statua del Nu Gundam da Mobile Suit Gundam: Il Contrattaco di Char  a Fukuoka, Giappone, dal 2022.

### Attrazioni in parchi a tema
"Gundam the Ride: A Baoa Qu" era un'attrazione del parco a tema Fuji-Q Highland, attiva dal 2000 al 2007. L'attrazione è stata sostituita nel 2007 da "Gundam Crisis".

### Giocattoli e modellismo
La linea originale di giocattoli prodotta da Clover, sponsor originale dell'anime, composta da modellini con un'estetica più vicina ai super robot, era in contrasto con i temi del programma e col suo pubblico di riferimento, non avendo successo. Per soddisfare il pubblico di adolescenti e adulti, la Bandai ha prodotto una linea di modellini basati sul Gundam e altri Mobile Suit, che hanno riscosso un enorme successo. L'RX-78-2 Gundam è disponibile in praticamente tutte le linee di modellini e in tutte le scale e viene spesso utilizzato per commemorare una nuova linea o un anniversario.
Anche l'attuale classificazione del copyright delle etichette dei modelli Bandai Universal Century utilizza come icona la testa del Gundam.